# Sergentomyia tiberiadis
Sergentomyia tiberiadis är en tvåvingeart som först beskrevs av Saul Alder, Oskar Theodor och Lourie 1930.  Sergentomyia tiberiadis ingår i släktet Sergentomyia och familjen fjärilsmyggor. Inga underarter finns listade i Catalogue of Life.